# 学校法人創価大学

学園旗

学校法人創価大学（がっこうほうじんそうかだいがく）は、日本の学校法人。

## 概要
高等教育機関（大学・短期大学）を有する学校法人である。
初等・中等教育機関を設置している学校法人創価学園は別法人である。

## 設置している高等教育機関
- 創価大学
- 創価女子短期大学

## 理事長
- 秋谷芳英（あきやよしひで）[1]

## 学内組織

### 創価大学
- 現役男子学生の寮生･下宿生を対象とした集まりとして「創大県人会」がある。
- 現役男子学生の自宅通学生を対象とした集まりとして「創大哲人会」がある。
- 現役女子学生の集まりとして「創大秀麗会」がある。

## 同窓会
- 創価大学卒業生の集まり（通信教育部生含む）として「創友会」がある。
- 創価女子短大卒業生の集まりとして「短大白鳥会」がある。
- 毎年、「創価教育同窓の集い」が行われている。
- その他、随時「○期生大会」を開催している。

## 関連教育機関
- 日本
  - 学校法人創価学園
    - 創価中学校・高等学校
    - 関西創価中学校・高等学校
    - 東京創価小学校
    - 関西創価小学校
    - 札幌創価幼稚園
- アメリカ合衆国
  - アメリカ創価大学
- ブラジル
  - ブラジル創価学園（小学校　中学校　高等学校）
  - ブラジル創価幼稚園
- 香港
  - 香港創価幼稚園
- 韓国
  - 韓国幸福幼稚園
- マレーシア
  - マレーシア創価幼稚園
- シンガポール
  - シンガポール創価幼稚園